# Brzęczak towarzyski
Brzęczak towarzyski (Euura miliaris) – gatunek błonkówki z rodziny pilarzowatych.

## Zasięg występowania

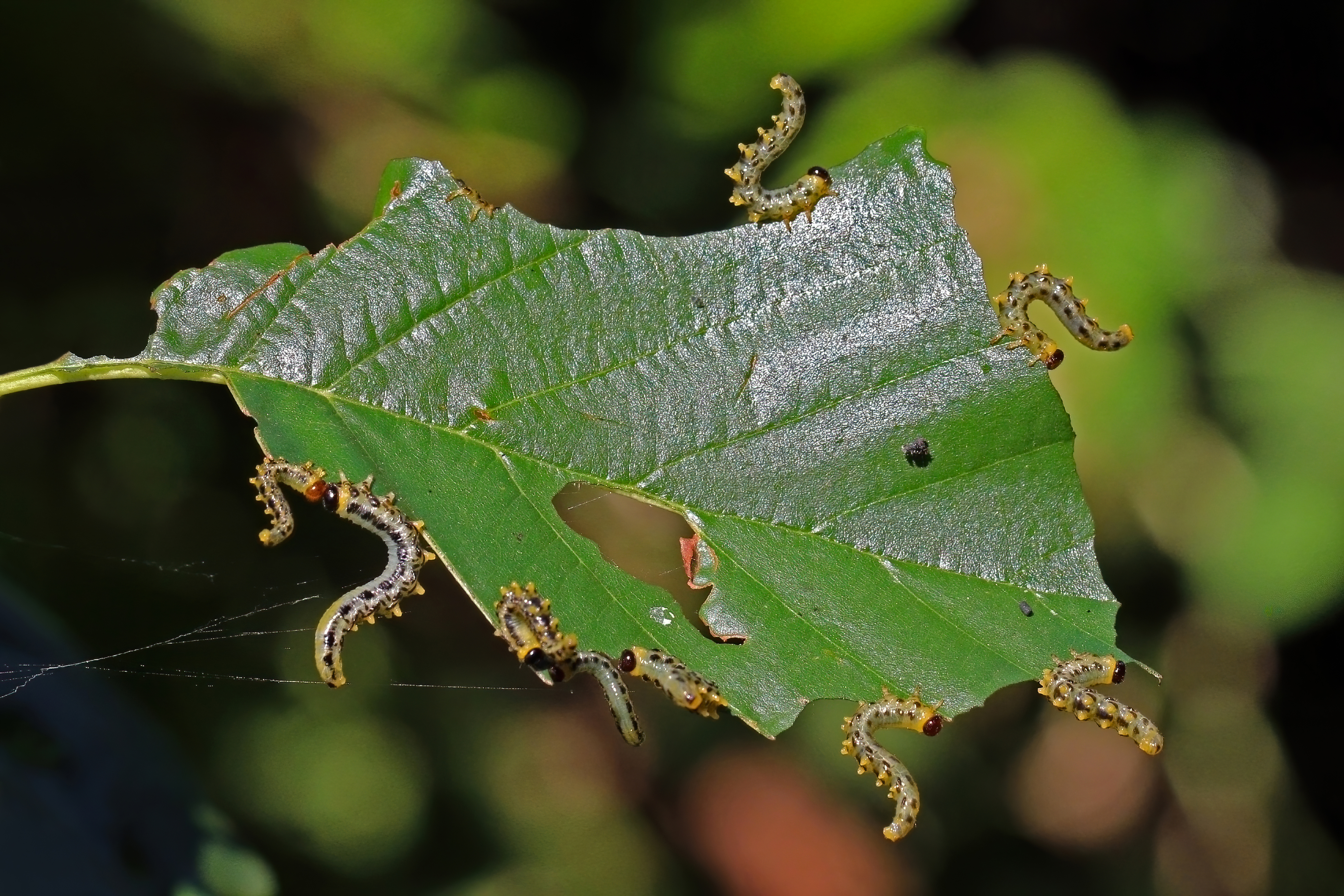
Larwy młodszych faz rozowojowych

Gatunek szeroko rozpowszechniony w Europie. Notowany w Austrii, Belgii, Bośni i Hercegowinie, Bułgarii, Chorwacji, Czechach, Danii, Estonii, Finlandii we Francji w Hiszpanii, Holandii, Irlandii, Luksemburgu, na Łotwie, w Niemczech, Norwegii, Polsce, Portugalii, Rumunii, na Słowacji, w Szwajcarii, Szwecji, na Węgrzech, w Wielkiej Brytanii oraz we Włoszech.
W Polsce w całym kraju. 

## Budowa ciała
Gąsienice ubarwione seledynowozielono z żółtopomarańczowymi przednimi i tylnymi segmentami, ciemno nakrapiane, jednak bez ciemnego pasa na grzbiecie. Głowa czarna, błyszcząca.
Imago osiągają 7-9 mm długości. U samicy głowa ubarwiona bladożółto, przyoczka czarne. Tułów i odwłok żółte z dwoma czarnymi smugami na bokach tarczki śródplecza. Samiec ma głowę żółtą z czarną plamą na szczycie. Górna strona tułowia i odwłok znacznie ciemniejsze niż u samicy - przynajmniej dwa pierwsze tergity odwłoka są czarne. 

## Biologia i ekologia
Występuje pospolicie w dolinach rzek, na łozowiskach, polanach i łąkach. W ciągu roku zwykle dwie generacje. Imago (rzadko spotykane) pojawiają się w maju oraz w  sierpniu-wrześniu, zaś gąsienice od czerwca do września.
Gąsienice żerują na liściach wierzb, zwykle wierzby uszatej oraz wierzby iwy. Wczesne stadia rozwojowe żerują gromadnie, starsze pojedynczo lub najwyżej parami na jednym liściu. Postacie dorosłe żywią się nektarem.